# Paul Singer (Staatssekretär)

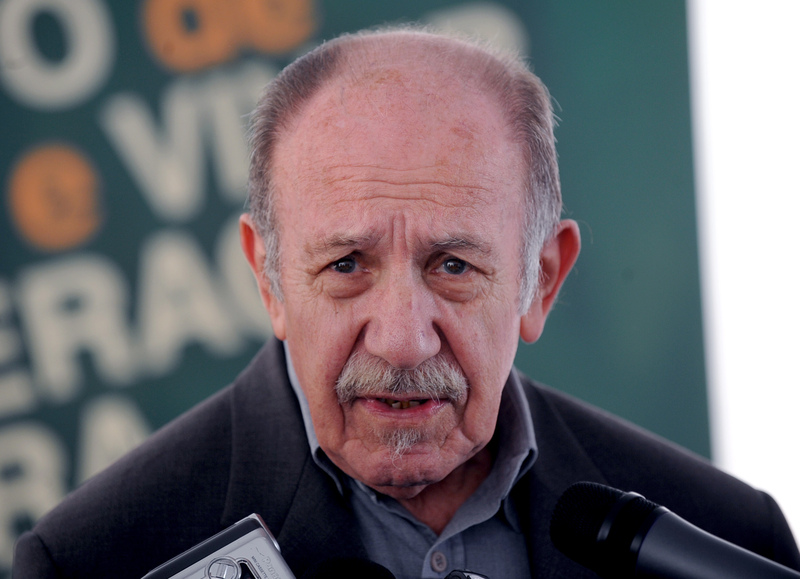
Paul Singer (2010)

Paul Singer (* 24. März 1932 in Wien; † 16. April 2018 in São Paulo) war ein brasilianischer Soziologe und Ökonom.

## Leben
Paul Singer wurde 1932 in Wien geboren. Im Alter von acht Jahren emigrierte er mit seiner Familie auf der Flucht vor den Nationalsozialisten nach Brasilien. In den 1960er Jahren studierte er Wirtschaftswissenschaften in São Paulo. Danach ging er nach Princeton, New Jersey (USA). Nach Beendigung seines US-Aufenthaltes wurde er Professor für Soziologie und Makroökonomie an der Universität von São Paulo. Zu seinen Forschungsfeldern zählten unter anderem Urbanisierung und ökonomische Entwicklung in Lateinamerika, insbesondere in Brasilien.
Neben seiner akademischen Tätigkeit arbeitete er 1989 bis 1992 als Planungsstadtrat von São Paulo.
Im Jahr 2003 wurde Singer vom Staatspräsidenten Lula da Silva zum Staatssekretär im brasilianischen Arbeitsministerium für das Nationale Sekretariat für Solidarische Ökonomie berufen. In seiner Funktion schuf er die Rahmenbedingungen für den Aufbau der regionalen Ökonomie. Kirchen, Gewerkschaften, Universitäten und Parteien unterstützen diesen Aufbauprozess landesweit.

## Ehrungen und Auszeichnungen
Paul Singer war Mitglied des Ehrenpräsidiums des Paulo-Freire-Zentrums in Wien

Paul Singer wird von Österreich geehrt, März 2009

Am 13. März 2009 erhielt er das Große Silberne Ehrenzeichen am Bande für Verdienste um die Republik Österreich verliehen.